# امبالوائو
امبالوائو (به لاتین: Ambalavao) یک سکونتگاه مسکونی در ماداگاسکار است که در هائوته ماتسیاترا واقع شده‌است.

## خصوصیات
امبالوائو ۳۰٬۰۰۰ نفر جمعیت دارد.